# Грестен
Грестен (нем. Gresten) — ярмарочная коммуна (нем. Marktgemeinde) в Австрии, в федеральной земле Нижняя Австрия.
Входит в состав округа Шайбс. Площадь общины составляет 3,83 км², население — 1981 человек (1 января 2021), плотность населения — 518 чел./км². Официальный код — 32003.

## Население
| Год  | Численность |
| ---- | ----------- |
| 1869 | 1051        |
| 1889 | 982         |
| 1890 | 1004        |
| 1900 | 1008        |
| 1910 | 1098        |
| 1923 | 983         |
| 1934 | 1172        |
| 1939 | 1186        |
| 1951 | 1341        |
| 1961 | 1463        |
| 1971 | 1639        |
| 1981 | 1823        |
| 1991 | 1889        |
| 2001 | 1946        |
| 2011 | 1966        |
| 2021 | 1981        |

## Политическая ситуация
Бургомистр коммуны — Вольфганг Фарнбергер (СДПА) по результатам выборов 2005 года.
Совет представителей коммуны (нем. Gemeinderat) состоит из 19 мест.
- СДПА занимает 11 мест.
- АНП занимает 8 мест.

## Персоналии
- Йозефина Кнорр (1827—1908), поэтесса — жила большую часть жизни в замке Штибар под Грестеном

## Ссылки

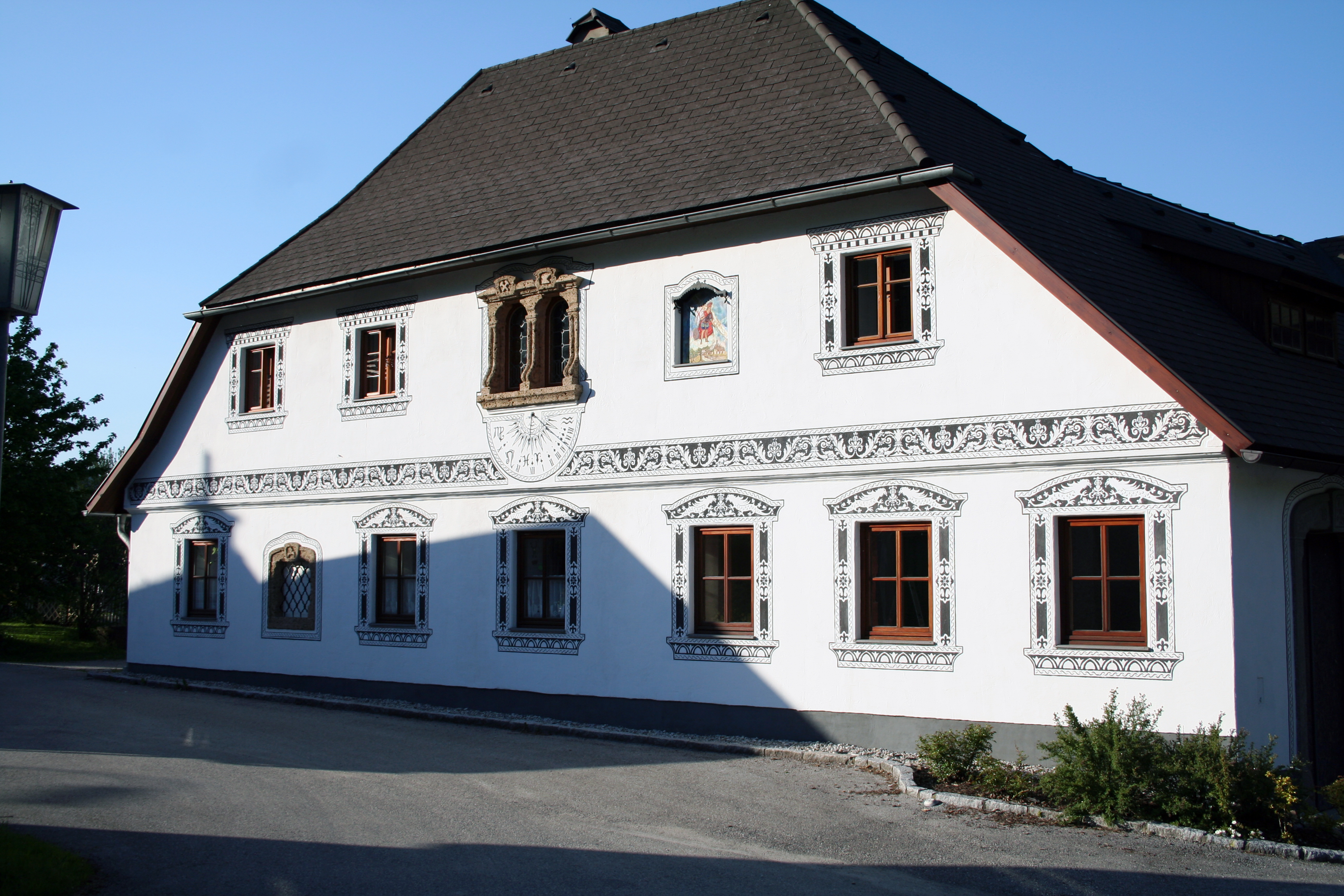
Дом с сграффито